# Aquaman (film)
Aquaman er en amerikansk superheltfilm baseret på tegneseriefiguren med samme navn fra DC Comics og distribueret af Warner Bros. Pictures. Filmen er instrueret af James Wan, efter manuskript af Will Beall, som igen er baseret på en synopsis af Wan og Geoff Johns. I filmen ses skuespillerne Jason Momoa, Amber Heard, Yahya Abdul-Mateen II, Patrick Wilson, Dolph Lundgren, Temuera Morrison, Nicole Kidman og Willem Dafoe.

## Medvirkende
- Jason Momoa som Arthur Curry / Aquaman
- Amber Heard som Mera
- Nicole Kidman som Dronning Atlanna
- Patrick Wilson som Orm / Ocean Master
- Dolph Lundgren som Kong Nereus
- Willem Dafoe som Nuidis Vulko
- Randall Park som Dr. Stephen Shin
- Djimon Hounsou som Fisherman King
- Temuera Morrison som Thomas Curry
- Yahya Abdul-Mateen II som Black Manta